# Dorothy Loudon
Dorothy Loudon (Boston, 17 de setembro de 1925 - Nova Iorque, 15 de novembro de 2003) foi uma atriz, cantora e comediante estadunidense. Ela ganhou um prêmio Tony em 1977 por sua interpretação de Miss Hannigan no musical Annie.
Loudon fez alguns filmes, incluindo Fala Greta Garbo (1984) e Meia-Noite no Jardim do Bem e do Mal (1997).